# Kuća Feller-Stern
Kuća Feller-Stern je peterokatna stambeno-poslovna zgrada na uglu Jurišićeve ulice i Trga bana Jelačića u Zagrebu, Hrvatska.

## Opis
Uglovna stambeno-poslovna peterokatnica nastala 1928. godine nadogradnjom četverokatnice sagrađene 1904–05. prema projektu Vjekoslava Bastla (Hönigsberg & Deutsch). Prvotna pročelja s bogatom secesijskom ornamentikom preoblikovana su i modernizirana 1927–28. prema skici berlinskog arhitekta Petera Behrensa. Kuća Feller-Stern prvo je djelo internacionalnog stila u Zagrebu i kao autorsko djelo istaknutog pionira moderne 20. st. zauzima značajno mjesto u topografiji međuratne europske arhitekture. 

## Zaštita
Pod oznakom Z-449 zavedena je kao nepokretno kulturno dobro – nepokretna pojedinačna, pravna statusa zaštićena kulturnog dobra, klasificirana kao "stambeno-poslovne građevine".